# Multiculturalism

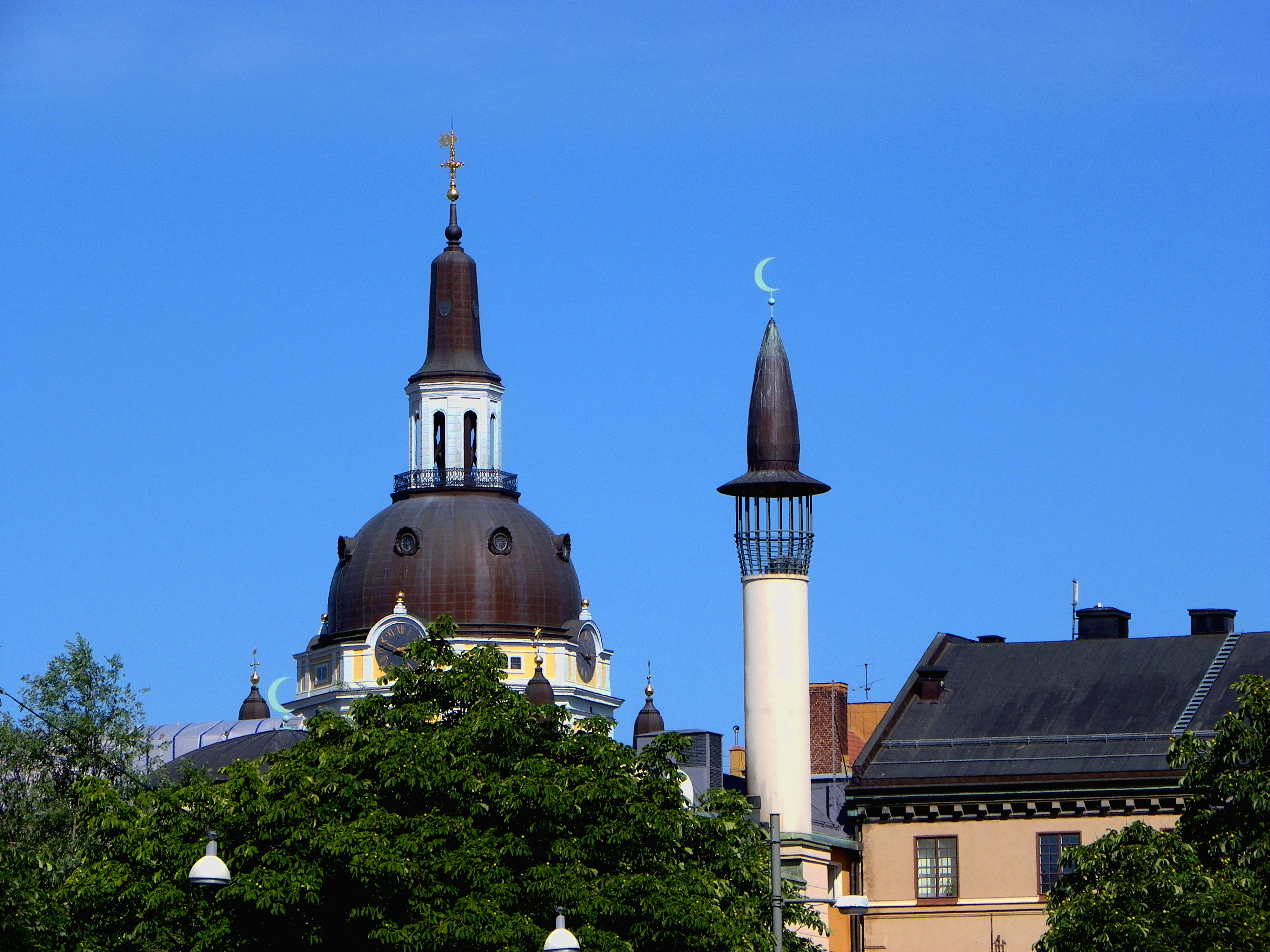
Multiculturalism suedez. Biserica Katarina lângă o moschee

Multiculturalismul este o politică și practică culturală dezvoltată în Occident în ultimii 30 de ani, care se referă la comunitățile care conțin mai multe culturi. 
Multiculturalismul ca teorie politică reprezintă prezență pe teritoriul unui stat a mai mult de o comunitate culturală (etnică, națională, religioasă) care dorește să-și protejeze identitatea, valorile și practicile pe care le împărtășesc membrii săi. 
Punctul de plecare al tuturor reflecțiilor contemporane asupra multiculturalismului trimite la ideea că identitatea fiecăruia se definește mai degrabă pornind de la apartenențele culturale multiple ale individului, decât de la însăși individualitatea sa - proprie unei concepții universaliste despre om.

## Critică
- Germania: Cancelarul german Angela Merkel a declarat la o întâlnire (16 octombrie 2010) cu membrii tineri ai partidului ei, Uniunea Creștin-Democrată, că:

„Abordarea multiculturală în privința integrării imigranților a eșuat complet.”
.
- Marea Britanie: Prim-ministrul Regatului Unit David Cameron a declarat pe 5 februarie 2011:

„Trebuie să ne asigurăm că imigranții învață să vorbească limba engleză și că toate școlile predau copiilor elementele unei culturi și a unui program comun. Musulmanii britanici trebuie sa adopte valorile principale de libertate și egalitate.”
- Franța: Președintele francez Nicolas Sarkozy a afirmat că modelul multicultural este un "eșec" în Europa[8].